# Антъни Дженкинсън
Антъни Дженкинсън (на английски: Anthony Jenkinson) е английски пътешественик и дипломат, първият пълноправен посланик на Англия в Русия.

## Биография
Роден е в Маркет Харбъро, Кралство Англия.
Дженкинсън става представител на Московската кампания. Заменя починалия Ричард Чанслър, предишния посланик на Англия в Русия. През 1556 г. кралица Мария Тюдор му дава пълните права на посланик. След преговори в руския царски двор той получава охрана за пътешествия в Централна Азия.
Дженкинсън става първият западноевропейски пътешественик, който описва бреговете на Каспийско море и Средна Азия по време на своята експедиция до Бухара. Резултатите от тези наблюдения довеждат до създаването на най-подробната карта по онова време, изобразяваща Русия, Централна Азия и Каспийско море. Тя е отпечатана в Лондон през 1562 г. под името „Описание на Московието, Русия и Татария“.